# Dangerous (canção de Michael Jackson)
"Dangerous" é uma canção de R&B do cantor e compositor norte-americano Michael Jackson. A canção apareceu no álbum de estúdio de mesmo nome do cantor, Dangerous, lançado em novembro de 1991. Escrito e composto por Jackson, Bill Bottrell e Teddy Riley, a canção foi planejada como o décimo single do álbum. Estes planos foram cancelados devido a acusações de abuso sexual que foram feitas contra Jackson em agosto de 1993, às preocupações de saúde de Jackson, e ao fracasso do single anterior, "Gone Too Soon", que não fez sucesso, impedindo que o single fosse lançado. Antes da liberação planejada da canção, "Dangerous" recebeu uma reação positiva da crítica contemporânea nos comentários do álbum da trilha do rei do pop.

## Música
"Dangerous" foi desenvolvido a partir de outra canção intitulada "Streetwalker", que Jackson escreveu em 1987, no seu álbum  Bad. Durante as sessões de gravação para o álbum Dangerous de 1991, Jackson gravou uma demo de 6:40 minutos de "Dangerous", que ele produziu com Bill Bottrell. De acordo com o comentarista de música Nelson George, o demo é "muito diferente da versão final. Aqui os teclados são 'mais livres', em forte contraste com o ritmo sarcástico e mecânico da música. Durante a canção, Michael mantém um rap em estilo palavra falada sobre a mulher perigosa que é o tema da canção.
A demo foi lançada em Novembro de 2004, no album Michael Jackson: The Ultimate Collection.  "A gênese das canções que co-escrevemos a Dangerous", disse Bottrell, "consistia das melodias e grooves do Michael, e dele, saindo do estúdio, enquanto eu desenvolvia essas idéias com um grupo de drum machines e samplers. "Dangerous" é tocada na chave (música)  chave de D Menor.

## Acusação de plágio
Em 1994, o compositor Crystal Cartier acusou Michael Jackson, Bottrel e Riley de plagiar a música. Cartier alegou que ela havia escrito, que tinha os direitos autorais e gravou a canção em 1985. Em uma audiência no tribunal, Jackson declarou que "Dangerous" surgiu a partir da canção "Streetwalker", que ele co-escreveu com Bottrell em 1985. Sua versão demo da canção foi tocada no tribunal. As gravações foram acompanhadas por uma performance acapella de "Dangerous" e "Billie Jean", dando uma visão rara em seus hábitos de compor. Como Cartier foi incapaz de fornecer as fitas originais como prova, o juiz decidiu a favor de Jackson, e de Cartier foi negado o direito de recorrer.

## Performances Ao Vivo
Dangerous foi performada ao vivo durante na 2° parte da Dangerous World Tour e também no MTV Video Music Awards 1995, e também na HIStory World Tour. Ela também foi perfomada na MJ & Friends. Sendo que a última performance da canção foi em 2002 durante um programa de TV. Foi ensaiada durante os ensaios da This Is It (turnê) e iria ser perfomada na turnê, que não aconteceu devido a morte do cantor. 